# Gastón Pereiro
Gastón Rodrigo Pereiro López (Montevideo, Uruguay; 11 de junio de 1995) es un futbolista uruguayo que juega como centrocampista y su equipo actual es el Genoa C.F.C., de la Serie A de Italia.

## Trayectoria
Realizó las formativas de Nacional y debutó oficialmente el 28 de enero de 2014 en Santa Cruz de la Sierra, Bolivia, en la derrota 1:0 frente al Oriente Petrolero local por la Copa Libertadores. 
El entrenador Gerardo Pelusso hizo ingresar a Pereiro en sustitución de Carlos de Pena en el minuto 63 del encuentro.
Cuatro días después, anotó su primer gol en la victoria 2:0 sobre Racing en el Estadio Centenario.

### PSV Eindhoven
El 2 de julio de 2015 se hizo oficial su llegada al PSV Eindhoven por 7 millones de euros. 
El club neerlandés compró el 80% de su pase y fue presentado oficialmente el 15 de julio.
Su debut oficial se produciría en la Supercopa de los Países Bajos contra el FC Groningen, partido en el que el PSV se quedaría con el trofeo con un resultado final de 3-0. En la Eredivisie, Pereiro debutaría contra el ADO La Haya, ingresando a los 80 minutos de juego.
Gastón debutaría como titular por primera vez contra el Ajax, encuentro en el que PSV se llevó la victoria con un doblete de Pereiro, y un resultado final de 2-1. En la Copa de los Países Bajos, Gastón Pereiro convirtió su primer hattrick con la casaca rood-witten en la victoria de su equipo por 6-0 ante el SC Genemuiden.

### Cagliari
Finalizando su periodo con el PSV existió la posibilidad de que Pereiro fuera a jugar al Cincinnati de la Master League Soccer de los Estados Unidos, y también hubo un negociado con el Aston Villa de la Premier League de Inglaterra. 
Ante las declaraciones del futbolista de querer permanecer en el fútbol europeo, su representante, Francisco “Paco” Casal, logró cerrar un acuerdo con el Cagliari de Italia.
El 31 de enero de 2020 fue traspasado a este equipo, donde firmó un contrato hasta junio de 2024.
En el club italiano compartió equipo con otros dos uruguayos como Nahitan Nandez y Christian Oliva.
El 1 de marzo de 2020 marcó su primer gol con el club italiano, en la derrota por 3-4 contra la Roma.

## Selección nacional

### Categorías inferiores
Estuvo preseleccionado en la sub-20 de Uruguay para disputar el Mundial Sub-20 de 2013 cuando tenía 17 años. En 2014 ganó un Cuadrangular Internacional Sub-20 disputado en Asunción en Paraguay de preparación para el Sudamericano Sub-20.
El 3 de enero de 2015 fue seleccionado para defender a Uruguay en el Campeonato Sudamericano Sub-20, en el cual finalizó en la tercera posición siendo el segundo máximo goleador del torneo y el máximo goleador de Uruguay con cinco goles en ocho partidos.
El 14 de mayo fue seleccionado para defender a Uruguay en la Copa Mundial Sub-20 de Nueva Zelanda. Debutó a nivel mundial el 31 de mayo contra Serbia, en el primer partido de la fase de grupos, en el minuto 56 le llegó un pase de Facundo Castro que lo dejó mano a mano con el arquero rival y lo convirtió en gol, el encuentro terminó 1 a 0 gracias a su tanto.

#### Participaciones en juveniles
| Copa                                   | Sede          | Resultado        | PJ | Goles |
| -------------------------------------- | ------------- | ---------------- | -- | ----- |
| Campeonato Sudamericano Sub-20 de 2015 | Uruguay       | Tercer puesto    | 8  | 5     |
| Copa Mundial Sub-20 de 2015            | Nueva Zelanda | Octavos de final | 4  | 1     |

| Detalle de partidos con la Sub-20 | Detalle de partidos con la Sub-20 | Detalle de partidos con la Sub-20 | Detalle de partidos con la Sub-20 | Detalle de partidos con la Sub-20 | Detalle de partidos con la Sub-20       | Detalle de partidos con la Sub-20 | Detalle de partidos con la Sub-20 | Detalle de partidos con la Sub-20                                                                   | Detalle de partidos con la Sub-20 |
| N°                                | Rival                             | Resultado                         | Fecha                             | Lugar                             | Competencia                             | Goles                             | Asistencias                       | Ref.                                                                                                |                                   |
| --------------------------------- | --------------------------------- | --------------------------------- | --------------------------------- | --------------------------------- | --------------------------------------- | --------------------------------- | --------------------------------- | --------------------------------------------------------------------------------------------------- | --------------------------------- |
| 1                                 | Paraguay                          | 2:2 (1:0)                         | 27 de noviembre de 2012           | Asunción Paraguay                 | Amistoso                                | -                                 | -                                 | 1 (enlace roto disponible en Internet Archive; véase el historial, la primera versión y la última). |                                   |
| 2                                 | Paraguay                          | 1:0 (1:0)                         | 20 de mayo de 2014                | Montevideo · Uruguay              | Amistoso                                | -                                 | -                                 | 2                                                                                                   |                                   |
| 3                                 | Federación Gaúcha                 | 1:2 (1:1)                         | 13 de noviembre de 2014           | Montevideo · Uruguay              | Amistoso                                | -                                 | -                                 | 3                                                                                                   |                                   |
| 4                                 | Perú                              | 1:3 (0:2)                         | 24 de noviembre de 2014           | Asunción Paraguay                 | Amistoso Cuadrangular internacional     | -                                 | -                                 | 4                                                                                                   |                                   |
| 5                                 | Paraguay                          | 1:0 (0:0)                         | 26 de noviembre de 2014           | Asunción Paraguay                 | Amistoso Cuadrangular internacional     | -                                 | -                                 | 5                                                                                                   |                                   |
| 6                                 | Panamá                            | 2:0 (2:0)                         | 28 de noviembre de 2014           | Asunción Paraguay                 | Amistoso Cuadrangular internacional     | -                                 | -                                 | 6                                                                                                   |                                   |
| 7                                 | Panamá                            | 3:3 (0:2) (5:3 pen.)              | 30 de noviembre de 2014           | Asunción Paraguay                 | Amistoso Cuadrangular internacional     | 79'                               | -                                 | 7                                                                                                   |                                   |
| 8                                 | Colombia                          | 1:0 (0:0)                         | 15 de enero de 2015               | Maldonado · Uruguay               | Campeonato Sudamericano Fase de grupos  | -                                 | -                                 | 8                                                                                                   |                                   |
| 9                                 | Brasil                            | 2:0 (1:0)                         | 17 de enero de 2015               | Maldonado · Uruguay               | Campeonato Sudamericano Fase de grupos  | 28'                               | -                                 | 9                                                                                                   |                                   |
| 10                                | Chile                             | 6:1 (3:0)                         | 21 de enero de 2015               | Maldonado · Uruguay               | Campeonato Sudamericano Fase de grupos  | 67'                               | -                                 | 10                                                                                                  |                                   |
| 11                                | Brasil                            | 0:0                               | 26 de enero de 2015               | Montevideo · Uruguay              | Campeonato Sudamericano Hexagonal final | -                                 | -                                 | 11                                                                                                  |                                   |
| 12                                | Perú                              | 3:1 (1:0)                         | 29 de enero de 2015               | Montevideo · Uruguay              | Campeonato Sudamericano Hexagonal final | 55'                               | 78' a Mauro Arambarri             | 12                                                                                                  |                                   |
| 13                                | Paraguay                          | 2:0 (2:0)                         | 2 de febrero de 2015              | Montevideo · Uruguay              | Campeonato Sudamericano Hexagonal final | 39'                               | -                                 | 13                                                                                                  |                                   |
| 14                                | Colombia                          | 0:0                               | 4 de febrero de 2015              | Montevideo · Uruguay              | Campeonato Sudamericano Hexagonal final | -                                 | -                                 | 14                                                                                                  |                                   |
| 15                                | Argentina                         | 1:2 (1:1)                         | 8 de febrero de 2015              | Montevideo · Uruguay              | Campeonato Sudamericano Hexagonal final | 7'                                | -                                 | 15                                                                                                  |                                   |
| 16                                | Francia                           | 1:1 (1:0)                         | 26 de marzo de 2015               | París Francia                     | Amistoso                                | -                                 | -                                 | 16                                                                                                  |                                   |
| 17                                | Uzbekistán                        | 0:1 (0:1)                         | 29 de marzo de 2015               | Coímbra Portugal                  | Amistoso                                | -                                 | -                                 | 17                                                                                                  |                                   |
| 18                                | Portugal                          | 0:3 (0:2)                         | 31 de marzo de 2015               | Coímbra Portugal                  | Amistoso                                | -                                 | -                                 | 18 Archivado el 4 de marzo de 2016 en Wayback Machine.                                              |                                   |
| 19                                | Honduras                          | 1:2 (0:1)                         | 11 de mayo de 2015                | Maldonado · Uruguay               | Amistoso                                | -                                 | -                                 | 19                                                                                                  |                                   |
| 20                                | Honduras                          | 5:0 (3:0)                         | 13 de mayo de 2015                | Montevideo · Uruguay              | Amistoso                                | -                                 | -                                 | 20                                                                                                  |                                   |
| 21                                | Panamá                            | 1:0 (0:0)                         | 24 de mayo de 2015                | Auckland Nueva Zelanda            | Amistoso                                | -                                 | -                                 | 21                                                                                                  |                                   |
| 22                                | Ucrania                           | 2:1 (0:0)                         | 24 de mayo de 2015                | Auckland Nueva Zelanda            | Amistoso                                | 70'                               | -                                 | 22                                                                                                  |                                   |
| 23                                | Serbia                            | 1:0 (0:0)                         | 31 de mayo de 2015                | Dunedin Nueva Zelanda             | Copa Mundial Fase de grupos             | 56'                               | -                                 | 23 Archivado el 31 de mayo de 2015 en Wayback Machine.                                              |                                   |
| 24                                | México                            | 1:2 (0:0)                         | 3 de junio de 2015                | Dunedin Nueva Zelanda             | Copa Mundial Fase de grupos             | -                                 | -                                 | 24 Archivado el 27 de octubre de 2018 en Wayback Machine.                                           |                                   |
| 25                                | Malí                              | 1:1 (1:1)                         | 6 de junio de 2015                | Hamilton Nueva Zelanda            | Copa Mundial Fase de grupos             | -                                 | -                                 | 25                                                                                                  |                                   |
| 26                                | Brasil                            | 0:0 (0:0) (4:5 pen.)              | 11 de junio de 2015               | Nueva Plymouth Nueva Zelanda      | Copa Mundial Fase de grupos             | -                                 | -                                 | 26 Archivado el 27 de octubre de 2018 en Wayback Machine.                                           |                                   |

### Selección absoluta
El 23 de agosto de 2017, fue citado por la selección mayor para la doble fecha de Eliminatorias Rusia 2018, donde la selección uruguaya se mediría con las selecciones de Argentina y Paraguay. El 5 de marzo de 2020 fue seleccionado para disputar los partidos de clasificación para el Mundial de Catar 2022. 
Pereiro debutó con la selección mayor el día 10 de noviembre de 2017 en un amistoso contra la selección de Polonia jugado en la ciudad polaca de Varsovia. Fue sustituido en cancha por Cristian “Cebolla” Rodríguez a los 59 minutos de juego. El encuentro finalizó en empate a 0.
Desde entonces hasta mediados de noviembre del 2021 ha formado parte del combinado principal uruguayo en trece oportunidades, de las cuales nueve fueron partidos amistosos, tres por las Eliminatorias Conmebol para la Copa del Mundo de Catar 2022, y una por la Conmebol Copa América de Brasil 2019.
Entre todas estas apariciones Gastón Pereiro ha convertido cinco goles vistiendo la camiseta celeste. Su gol más importante con la selección es considerado el que hizo por las Eliminatorias Conmebol para Catar 2022 el día 9 de septiembre de 2021 para el triunfo por 1 a 0 ante el seleccionado de Ecuador, en el estadio Campeón del Siglo.

#### Participaciones en Copa América
| Copa              | Sede   | Resultado        | Partidos | Goles |
| ----------------- | ------ | ---------------- | -------- | ----- |
| Copa América 2019 | Brasil | Cuartos de final | 1        | 0     |

#### Goles internacionales
| #  | Fecha                   | Estadio                               | Rival      | Gol | Resultado | Competición        |
| -- | ----------------------- | ------------------------------------- | ---------- | --- | --------- | ------------------ |
| 1. | 7 de septiembre de 2018 | NRG Stadium, Houston, Estados Unidos  | México     | 4–1 | 4–1       | Amistoso           |
| 2. | 16 de octubre de 2018   | Estadio de Saitama, Saitama, Japón    | Japón      | 1–1 | 3–4       | Amistoso           |
| 3. | 22 de marzo de 2019     | Guangxi Sports Center, Nanning, China | Uzbekistán | 1–0 | 3–0       | China Cup 2019     |
| 4. | 25 de marzo de 2019     | Guangxi Sports Center, Nanning, China | Tailandia  | 2–0 | 4–0       | China Cup 2019     |
| 5. | 9 de septiembre de 2021 | Campeón del Siglo, Uruguay            | Ecuador    | 1–0 | 1–0       | Eliminatorias 2022 |

## Estadísticas

### Clubes
Actualizado al último partido disputado el 1 de abril de 2024.
| Nacional · Uruguay | 1.ª           | 2013-14       | 15  | 5  | 5  | -  | - | - | 6  | 0 | 0 | 21  | 5  | 5  |
| Nacional · Uruguay | 1.ª           | 2014-15       | 24  | 6  | 4  | -  | - | - | 1  | 1 | 0 | 25  | 7  | 4  |
| Nacional · Uruguay | 1.ª           | 2023          | 18  | 2  | 1  | 1  | 0 | 0 | 5  | 1 | 0 | 24  | 3  | 1  |
| Nacional · Uruguay | Total club    | Total club    | 57  | 13 | 10 | 1  | 0 | 0 | 12 | 2 | 0 | 70  | 15 | 10 |
| PSV Eindhoven · Países Bajos | 1.ª           | 2015-16       | 29  | 11 | 3  | 4  | 3 | 0 | 6  | 0 | 0 | 39  | 14 | 3  |
| PSV Eindhoven · Países Bajos | 1.ª           | 2016-17       | 30  | 10 | 3  | 3  | 1 | 0 | 5  | 0 | 1 | 38  | 11 | 4  |
| PSV Eindhoven · Países Bajos | 1.ª           | 2017-18       | 29  | 12 | 6  | 4  | 0 | 1 | 2  | 0 | 1 | 35  | 12 | 7  |
| PSV Eindhoven · Países Bajos | 1.ª           | 2018-19       | 27  | 10 | 6  | 1  | 0 | 0 | 8  | 1 | 2 | 36  | 11 | 8  |
| PSV Eindhoven · Países Bajos | 1.ª           | 2019-20       | 4   | 2  | 0  | 1  | 0 | 0 | 3  | 0 | 0 | 8   | 2  | 0  |
| PSV Eindhoven · Países Bajos | Total club    | Total club    | 119 | 45 | 18 | 13 | 4 | 1 | 24 | 1 | 4 | 156 | 50 | 23 |
| Cagliari · Italia | 1.ª           | 2019-20       | 10  | 1  | 0  | 0  | 0 | 0 | -  | - | - | 10  | 1  | 0  |
| Cagliari · Italia | 1.ª           | 2020-21       | 15  | 2  | 1  | 1  | 0 | 0 | -  | - | - | 16  | 2  | 1  |
| Cagliari · Italia | 1.ª           | 2021-22       | 10  | 0  | 0  | 1  | 0 | 0 | -  | - | - | 11  | 0  | 0  |
| Cagliari · Italia | 2.ª           | 2022-23       | 9   | 1  | 1  | 2  | 0 | 0 | -  | - | - | 11  | 1  | 1  |
| Cagliari · Italia | 2.ª           | 2023-24       | -   | -  | -  | 2  | 0 | 0 | -  | - | - | 2   | 0  | 0  |
| Cagliari · Italia | Total club    | Total club    | 44  | 4  | 1  | 6  | 0 | 0 | 0  | 0 | 0 | 50  | 4  | 2  |
| Ternana · Italia | 2.ª           | 2023-24       | 11  | 4  | 2  | -  | - | - | -  | - | - | 11  | 4  | 2  |
| Ternana · Italia | Total club    | Total club    | 11  | 4  | 2  | 0  | 0 | 0 | 0  | 0 | 0 | 11  | 4  | 2  |
| Total carrera | Total carrera | Total carrera | 231 | 66 | 31 | 20 | 4 | 1 | 36 | 3 | 4 | 287 | 73 | 37 |
| (1) Incluidos los datos de la Supercopa Uruguaya (2023); Copa de los Países Bajos (2015-16, 2016-17, 2017-18, 2019-20); Supercopa de los Países Bajos (2016, 2018) y Copa Italia (2020-21, 2021-22, 2022-23, 2023-24). (2) Incluidos los datos de la Copa Libertadores (2014, 2015, 2023); Liga de Campeones de la UEFA (2015-16, 2016-17, 2018-19); Liga Europa de la UEFA (2017-18, 2019-20) |               |               |     |    |    |    |   |   |    |   |   |     |    |    |

### Tripletes
| Partidos en los que ha marcado tres goles o más. | Partidos en los que ha marcado tres goles o más. | Partidos en los que ha marcado tres goles o más. | Partidos en los que ha marcado tres goles o más. | Partidos en los que ha marcado tres goles o más. | Partidos en los que ha marcado tres goles o más. | Partidos en los que ha marcado tres goles o más. | Partidos en los que ha marcado tres goles o más. | Partidos en los que ha marcado tres goles o más. |
| N°                                               | Fecha                                            | Lugar                                            | Equipo                                           | Rival                                            | Goles                                            | Resultado                                        | Competición                                      |                                                  |
| ------------------------------------------------ | ------------------------------------------------ | ------------------------------------------------ | ------------------------------------------------ | ------------------------------------------------ | ------------------------------------------------ | ------------------------------------------------ | ------------------------------------------------ | ------------------------------------------------ |
| 1.                                               | 27 de octubre de 2015                            | Eindhoven, Países Bajos                          | PSV Eindhoven                                    | SC Genemuiden                                    | Gol · Gol · Gol                                  | 6 - 0                                            | Copa de Holanda 2015-16                          |                                                  |

### Resumen estadístico
| Competición           | Partidos | Goles | Asistencias | Promedio de goles |
| --------------------- | -------- | ----- | ----------- | ----------------- |
| Primera División      | 136      | 51    | 19          | 0,36              |
| Copas nacionales      | 11       | 4     | 1           | 0,36              |
| Copas internacionales | 25       | 2     | 3           | 0,08              |
| Selección uruguaya    | 10       | 5     | 0           | 0,44              |
| Total                 | 181      | 61    | 23          | 0,33              |

## Palmarés

### Torneos nacionales
| Título                        | Equipo        | País         | Año     |
| ----------------------------- | ------------- | ------------ | ------- |
| Campeonato Uruguayo           | Nacional      | Uruguay      | 2014-15 |
| Supercopa de los Países Bajos | PSV Eindhoven | Países Bajos | 2015    |
| Eredivisie                    | PSV Eindhoven | Países Bajos | 2015-16 |
| Supercopa de los Países Bajos | PSV Eindhoven | Países Bajos | 2016    |
| Eredivisie                    | PSV Eindhoven | Países Bajos | 2017-18 |

### Distinciones individuales
| Distinción                                                       | Año     |
| ---------------------------------------------------------------- | ------- |
| Mejor volante ofensivo del Campeonato Uruguayo por El Observador | 2014/15 |
| Joven de la semana para UEFA (noviembre #4)                      | 2015    |